# Mount Tyrrell
Mount Tyrrell är ett berg i Antarktis. Det ligger i Västantarktis. Argentina, Chile och Storbritannien gör anspråk på området. Toppen på Mount Tyrrell är 1 310 meter över havet.
Terrängen runt Mount Tyrrell är varierad. Trakten är obefolkad. Det finns inga samhällen i närheten.